# Harry Holman
Harry James Holman, född 15 mars 1862 i Conway, Missouri, död 3 maj 1947 i Hollywood, Kalifornien, var en amerikansk skådespelare. Holman medverkade i omkring 130 filmer mellan 1923 och 1947. Han medverkade ofta i Frank Capras filmer, däribland i Vi behöver varann (1941) och Livet är underbart (1946).

## Filmografi i urval
- 1923 – Ringaren i Notre Dame
- 1932 – Murders in the Rue Morgue
- 1932 – The Dark Horse
- 1932 – Doktor X
- 1932 – Panik
- 1933 – Oliver Twist
- 1934 – Det hände en natt
- 1934 – Jimmy the Gent
- 1934 – Han, hon och hästen
- 1935 – Dantes inferno
- 1935 – Den ensamma vargen
- 1937 – Broadways melodi 1938
- 1941 – Vi behöver varann
- 1941 – Bruden kom pr. efterkrav
- 1941 – En kvinna bland män
- 1944 – Mark Twains äventyr
- 1944 – Redo för morgondagen
- 1946 – Skandal på nattexpressen
- 1946 – Livet är underbart
- 1947 – Handen på hjärtat